# Sarops rufiventris
Sarops rufiventris är en stekelart som först beskrevs av Vladimir Ivanovich Tobias 1998.  Sarops rufiventris ingår i släktet Sarops och familjen bracksteklar. Inga underarter finns listade i Catalogue of Life.